# You Were.../Ballad
«You were.../BALLAD» es el título del cuadragésimo séptimo sencillo de la cantante Ayumi Hamasaki el cual saldrá a la venta el próximo 29 de diciembre de 2009, tras posponer la salida del 16 de diciembre.

## Canciones
Todas las letras escritas por Ayumi Hamasaki.
| CD+DVD 1 |                                                   |          |  |
| N.º      | Título                                            | Duración |  |
| 1.       | «You were... (Original mix)»                      |          |  |
| 2.       | «BALLAD (Original mix)»                           |          |  |
| 3.       | «RED LINE -for TA- (Original mix)»                |          |  |
| 4.       | «You were... (Music Box mix) (仮)»                |          |  |
| 5.       | «You were... (Original mix -Instrumental-)»       |          |  |
| 6.       | «BALLAD (Original mix -Instrumental-)»            |          |  |
| 7.       | «RED LINE -for TA- (Original mix -Instrumental-)» |          |  |
| 8.       | «You were... (videoclip)»                         |          |  |
| 9.       | «BALLAD (videoclip)»                              |          |  |
| 10.      | «You were... (making clip)»                       |          |  |

| CD+DVD 2 |                                                   |          |  |
| N.º      | Título                                            | Duración |  |
| 1.       | «You were... (Original mix)»                      |          |  |
| 2.       | «BALLAD (Original mix)»                           |          |  |
| 3.       | «RED LINE -for TA- (Original mix)»                |          |  |
| 4.       | «Sunset ~LOVE Is ALL~ (Orchestra version)»        |          |  |
| 5.       | «You were... (Original mix -Instrumental-)»       |          |  |
| 6.       | «BALLAD (Original mix -Instrumental-)»            |          |  |
| 7.       | «RED LINE -for TA- (Original mix -Instrumental-)» |          |  |
| 8.       | «BALLAD (videoclip)»                              |          |  |
| 9.       | «You were... (videoclip)»                         |          |  |
| 10.      | «BALLAD (making clip)»                            |          |  |

| CD  |                                                   |          |  |
| N.º | Título                                            | Duración |  |
| 1.  | «You were... (Original mix)»                      |          |  |
| 2.  | «BALLAD (Original mix)»                           |          |  |
| 3.  | «RED LINE -for TA- (Original mix)»                |          |  |
| 4.  | «You were... (Music Box mix) (仮)»                |          |  |
| 5.  | «Sunset ~LOVE is ALL~ (Orchestra version)»        |          |  |
| 6.  | «You were... (Original mix -Instrumental-)»       |          |  |
| 7.  | «BALLAD (Original mix -Instrumental-)»            |          |  |
| 8.  | «RED LINE -for TA- (Original mix -Instrumental-)» |          |  |

- Datos: Q2268198